# Uppala
Uppala (malabar: ഉപ്പള) es una localidad del estado indio de Kerala perteneciente al distrito de Kasaragod.
En 2011, la localidad tenía una población de 22 953 habitantes. Es la sede administrativa del taluk de Manjeshwar.
La localidad se ubica junto a la desembocadura del río homónimo en el mar Arábigo, a medio camino entre Mangalore y Kasaragod sobre la carretera 66.

## Clima
| Parámetros climáticos promedio de Uppala, India | Parámetros climáticos promedio de Uppala, India | Parámetros climáticos promedio de Uppala, India | Parámetros climáticos promedio de Uppala, India | Parámetros climáticos promedio de Uppala, India | Parámetros climáticos promedio de Uppala, India | Parámetros climáticos promedio de Uppala, India | Parámetros climáticos promedio de Uppala, India | Parámetros climáticos promedio de Uppala, India | Parámetros climáticos promedio de Uppala, India | Parámetros climáticos promedio de Uppala, India | Parámetros climáticos promedio de Uppala, India | Parámetros climáticos promedio de Uppala, India | Parámetros climáticos promedio de Uppala, India |
| Mes                                             | Ene.                                            | Feb.                                            | Mar.                                            | Abr.                                            | May.                                            | Jun.                                            | Jul.                                            | Ago.                                            | Sep.                                            | Oct.                                            | Nov.                                            | Dic.                                            | Anual                                           |
| ----------------------------------------------- | ----------------------------------------------- | ----------------------------------------------- | ----------------------------------------------- | ----------------------------------------------- | ----------------------------------------------- | ----------------------------------------------- | ----------------------------------------------- | ----------------------------------------------- | ----------------------------------------------- | ----------------------------------------------- | ----------------------------------------------- | ----------------------------------------------- | ----------------------------------------------- |
| Temp. máx. media (°C)                           | 31                                              | 31                                              | 32                                              | 33                                              | 32                                              | 29                                              | 28                                              | 28                                              | 29                                              | 30                                              | 31                                              | 32                                              | 33                                              |
| Temp. mín. media (°C)                           | 22                                              | 23                                              | 24                                              | 26                                              | 26                                              | 24                                              | 24                                              | 24                                              | 24                                              | 24                                              | 23                                              | 22                                              | 22                                              |
| Lluvias (mm)                                    | 1                                               | 1                                               | 4                                               | 46                                              | 234                                             | 992                                             | 1178                                            | 698                                             | 337                                             | 215                                             | 76                                              | 19                                              | 3801                                            |
| Días de lluvias (≥ 0.1 mm)                      | 0                                               | 0                                               | 1                                               | 3                                               | 10                                              | 26                                              | 30                                              | 26                                              | 20                                              | 13                                              | 6                                               | 1                                               | 136                                             |
| Humedad relativa (%)                            | 62                                              | 66                                              | 68                                              | 71                                              | 71                                              | 87                                              | 89                                              | 88                                              | 85                                              | 79                                              | 73                                              | 65                                              | 75                                              |
| Fuente: climatedata.org                         |                                                 |                                                 |                                                 |                                                 |                                                 |                                                 |                                                 |                                                 |                                                 |                                                 |                                                 |                                                 |                                                 |